# Ladies European Tour Access Series 2014
De Ladies European Tour Access Series 2014 was het vijfde golfseizoen van de Ladies European Tour Access Series (LETAS). Het seizoen begon met het Association Suisse de Golf Ladies Open in mei 2014 en eindigde met de WPGA International Challenge in oktober 2014. Er stonden zestien toernooien op de kalender.

## Kalender
| Data  | Data  | Toernooi                                   | Stad           | Winnares          | Score | Score | Info                           |
| ----- | ----- | ------------------------------------------ | -------------- | ----------------- | ----- | ----- | ------------------------------ |
| 02-05 | 04-05 | Association Suisse de Golf Ladies Open     | Gams           | Amy Boulden po    | 209   | –7    | Nieuw toernooi                 |
| 15-05 | 17-05 | Kristianstad Åhus Ladies Open              | Åhus           | Isabella Ramsay   | 214   | –2    |                                |
| 21-05 | 23-05 | Sölvesborg Ladies Open                     | Sölvesborg     | Emma Westin       | 214   | –2    |                                |
| 29-05 | 31-05 | OCA Augas Santas International Ladies Open | Lugo           | Mia Piccio        | 202   | –8    | Nieuw toernooi                 |
| 13-06 | 15-06 | Open Generali de Dinard                    | Rennes         | Valentine Derrey  | 201   | –6    |                                |
| 09-07 | 11-07 | Pilsen Golf Challenge                      | Praag          | Emma Nilsson po   | 206   | –7    | Nieuw toernooi                 |
| 17-07 | 19-07 | Royal Belgian Golf Federation LETAS Trophy | 's Gravenwezel | Isabella Ramsay   | 209   | –7    | Nieuw toernooi                 |
| 07-08 | 09-08 | Ingarö Ladies Open                         | Stockholm      | Marta Sanz Barrio | 204   | –6    |                                |
| 12-08 | 14-08 | Ladies Norwegian Challenge                 | Oslo           | Emma Nilsson      | 141   | –3    | 36-holes (weersomstandigheden) |
| 21-08 | 23-08 | Onsjö Ladies Open                          | Vänersborg     | Lina Boqvist po   | 210   | –6    | Nieuw toernooi                 |
| 29-08 | 31-08 | HLR Golf Academy Open                      | Vihti          | Emma Westin       | 202   | –11   |                                |
| 05-09 | 07-09 | Mineks & Regnum Ladies Classic             | Belek          | Emma Westin       | 215   | –4    |                                |
| 25-09 | 27-09 | Open Generali de Strasbourg                | Straatsburg    | Georgia Hall      | 206   | –10   | Nieuw toernooi                 |
| 03-10 | 05-10 | Azores Ladies Open                         | São Miguel     | Tonje Daffinrud   | 212   | –4    |                                |
| 10-10 | 12-10 | Grecotel Amirandes Ladies Open             | Hersonissos    | Tonje Daffinrud   | 203   | –10   |                                |
| 16-10 | 18-10 | WPGA International Challenge               | Leavenheath    | Daisy Nielsen po  | 209   | –7    |                                |

De Order of Merit werd gewonnen door de Zweedse Emma Westin.